# Ephesia luctuosa
Ephesia luctuosa là một loài bướm đêm trong họ Noctuidae.